# Maçambara
Maçambara là một đô thị thuộc bang Rio Grande do Sul, Brasil. Đô thị này có diện tích 1682,821 km², dân số năm 2007 là 4413 người, mật độ 2,62 người/km².